# Patrick Beckert
Patrick Beckert (ur. 17 kwietnia 1990 w Erfurcie) – niemiecki łyżwiarz szybki, trzykrotny medalista mistrzostw świata.

## Kariera
Pierwszy sukces w karierze Patrick Beckert osiągnął w 2007 roku, kiedy wspólnie z kolegami z reprezentacji zdobył srebrny medal w biegu drużynowym podczas mistrzostw świata juniorów w Innsbrucku. Wynik ten Niemcy z Beckertem w składzie powtórzyli na rozgrywanych dwa lata później mistrzostwach świata juniorów w Zakopanem. W 2010 roku wystąpił na igrzyskach olimpijskich w Vancouver zajął 22. miejsce w biegu na 5000 m. Na rozgrywanych cztery lata później igrzyskach w Soczi zajął między innymi szóste miejsce na dystansie 10 000 m oraz ósme na dwukrotnie krótszym dystansie. Podczas dystansowych mistrzostw świata w Heerenveen w 2015 roku zajął trzecie miejsce w biegu na 10 000 m. Wynik ten powtórzył na mistrzostwach świata w Gangneung w 2017 roku.
Kilkukrotnie stawał na podium zawodów Pucharu Świata, jednak nie odniósł indywidualnego zwycięstwa. Najlepsze wyniki osiągnął w sezonie 2013/2014, kiedy zajął drugie miejsce w klasyfikacji końcowej startu masowego. Rozdzielił wtedy dwóch Holendrów: Jorrita Bergsmę i Svena Kramera.
Jego siostry, Jessica i Stephanie, również uprawiają łyżwiarstwo szybkie.